# Amalthea (skivbolag)
Amalthea var ett skivbolag inom proggrörelsen som startades i Malmö år 1977 av bland andra Dan Hylander, Arne Franck, Lars Åke Hjort, Tore Persson och Tore Sonesson. Skivbolaget var länge verksamt på Möllevången, närmare bestämt Ystadsgatan 22, tillsammans med Garderobsteatern, men 1984 flyttade man till mer fashionabla lokaler på Hamngatan 4. Amalthea köptes 1993 av MNW i Vaxholm.
Den Amalthea som åsyftas i skivbolagets namn är fartyget Amalthea, som sprängdes av ungsocialistiska aktivister 1908 för att det härbärgerade strejkbrytare. Detta resulterade i några av de sista dödsdomarna i Sverige, domar som dock omvandlades till livstids fängelse. En av de dödsdömda var Anton Nilson (1887–1989), som senare blev stridsflygare i Röda armén och levde tills han blev över 100 år.

## Artister
- Amerindios
- Avadå Band
- Marie Bergman
- Ronny Carlsson
- Den fule
- Per Dunsö & Ola Ström
- Lasse Englund
- Filarfolket
- Fjellis
- Folk & Rackare
- Grus i dojjan
- Guran
- Hundarna
- Husmoderns bröst
- Dan Hylander
- Niels Jensen
- Josef K. Band
- Kabaréorkestern
- Karl Kanga
- Carin Kjellman
- Thomas Lindahl
- Maria Lindström
- Christer Lundh
- Musikteatergruppen Oktober
- Nationalteatern
- Neo minore
- Kjerstin Norén
- Petula and the Clarks
- Raj Montana Band
- Rosa Luxemburg
- Rotpuls
- Mario Salazar
- Sieben Slips
- Göran Skytte
- Tidningsteatern
- Trio UGB
- Unter den Linden
- Östen Warnerbring
- Mikael Wiehe
- Thomas Wiehe